# Auricorona
Auricorona is een geslacht van weekdieren uit de klasse van de Gastropoda (slakken).

## Soort
- Auricorona queenslandica Golding, 2014